# 巴布阿
巴布阿是中非共和國的城鎮，由納納-曼貝雷省負責管轄，位於該國西部，處於首都班基西北約550公里，毗鄰與喀麥隆接壤的邊境，海拔高度713米，2003年人口6,812。